# Big Mouth
Big Mouth ist eine US-amerikanische Comedy-Zeichentrickserie von Netflix um eine Gruppe pubertierender Jugendlicher. Die Serie wurde erstmals 2017 ausgestrahlt und umfasst insgesamt 81 Folgen in acht Staffeln.

## Thema
Die Serie basiert auf den Erfahrungen, die die befreundeten Autoren Nick Kroll und Andrew Goldberg in ihrer Jugend in den Vororten von New York gemacht haben. Sie ist in Form einer Sitcom aufgebaut. Ereignisse und Gedanken während der Pubertät werden surreal und humoristisch präsentiert und haben Peinlichkeiten zur Folge. Ein triebgesteuertes Hormonmonster wird zum Begleiter, der immer bei hormonbedingten Bedürfnissen auftaucht. Protagonisten sind hierbei der oft sexuell erregte Andrew, der noch nicht in die Pubertät gekommene Nick, deren Freundin Jessi, die sich auf dem Weg befindet, eine Frau zu werden, der Zauberkünstler und Freund der drei Jay, der bemitleidenswerte Sportlehrer Steve, sowie Missy, die heimliche Liebe von Andrew, und mehrere Hormonmonster.

## Produktion
Konzipiert wurde die Serie von Comedy-Autor Nick Kroll und Family-Guy-Autor Andrew Goldberg, die seit ihrer Jugend befreundet sind, und dem Autoren-Ehepaar Mark Levin und Jennifer Flackett. Die Produzenten sprechen ihre eigene Rolle und viele Sprecher sprechen im englischen Original mehrere Charaktere.
Am 24. Juni 2020 wurde bekannt gegeben, dass Jenny Slate Missy Foreman-Greenwald nicht mehr synchronisieren wird. Nach zunehmenden Protesten gegen die gesellschaftliche Benachteiligung schwarzer US-amerikanischer Bürger sei man mit Jenny Slate übereingekommen, dass es ein Fehler war die Rolle nicht mit einer afroamerikanischen Schauspielerin zu besetzen. Jenny Slates letzte Synchronisierung für Missy wird in der vierten Staffel sein, da sie ihre Zeilen im Voraus aufgenommen hat. Ab der fünften Staffel erhält Missy eine neue Stimme.

## Veröffentlichung
Die erste Staffel wurde erstmals am 29. September 2017 auf Netflix, sowohl in englischer als auch deutscher Synchronisation, veröffentlicht. Die zweite Staffel ist seit dem 5. Oktober 2018 über Netflix abrufbar. Diese besteht wie die erste Staffel aus zehn Folgen. Ein Valentinsspecial mit doppelter Laufzeit wurde am 8. Februar 2019 veröffentlicht, die dritte Staffel am 4. Oktober 2019. Im Juli 2019 wurde die Serie um eine vierte, fünfte und sechste Staffel verlängert.  Im April 2023 erschien eine siebte Staffel, welche schließlich am 23. Mai 2025 durch die achte – und letzte – Staffel ergänzt wurde.

## Synchronisation
Die deutsche Synchronisation übernimmt die TV+Synchron in Berlin. Die Dialogbücher schreibt Michael Nowka, die Dialogregie führt Susanne Schwab. Für die musikalischen Texte und Lieder ist Daniel Welbat verantwortlich.

### Hauptrollen
| Rolle                               | Englische Synchronisation                           | Deutsche Synchronisation                                                                |
| ----------------------------------- | --------------------------------------------------- | --------------------------------------------------------------------------------------- |
| Nick Birch                          | Nick Kroll                                          | Michael Ernst                                                                           |
| Andrew Glouberman                   | John Mulaney                                        | Fabian Oscar Wien                                                                       |
| Jessi Glaser                        | Jessi Klein                                         | Anita Hopt                                                                              |
| Jay Bilzerian                       | Jason Mantzoukas                                    | Oliver Bender                                                                           |
| Missy Foreman-Greenwald             | Jenny Slate (Folgen 1–39) Ayo Edebiri (ab Folge 40) | Eva Thärichen                                                                           |
| Maurice Beverley, das Hormonmonster | Nick Kroll                                          | Robert Missler (Folgen 1–7) Stefan Gossler (ab Folge 8)                                 |
| Coach Steve                         | Nick Kroll                                          | Thomas Petruo (Staffel 1) Roman Kretschmer (Staffel 2–6) Jaron Löwenberg (ab Staffel 7) |
| Connie, das Hormonmonster           | Maya Rudolph                                        | Anke Reitzenstein (Staffeln 1–6) Nora Kunzendorf (ab Staffel 7)                         |
| Diane Birch                         | Maya Rudolph                                        | Daniela Thuar                                                                           |
| Elliot Birch                        | Fred Armisen                                        | Rainer Doering                                                                          |
| Geist von Duke Ellington            | Jordan Peele                                        | Daniel Welbat                                                                           |

### Nebenrollen
| Rolle                         | Englische Synchronisation                               | Deutsche Synchronisation                                |
| ----------------------------- | ------------------------------------------------------- | ------------------------------------------------------- |
| Lola Skumpy                   | Nick Kroll                                              | Rainer Fritzsche                                        |
| Ricky, das alte Hormonmonster | Nick Kroll                                              | Reinhard Scheunemann                                    |
| Matthew MacDell               | Andrew Rannells                                         | Dirk Stollberg                                          |
| Devin                         | June Diane Raphael                                      | Shanti Chakraborty                                      |
| DeVon                         | Jak Knight                                              | Daniel Montoya                                          |
| Barbara Glouberman            | Paula Pell                                              | Susanne Schwab                                          |
| Marty Glouberman              | Richard Kind                                            | Henning Bormann                                         |
| Shannon Glaser                | Jessica Chaffin                                         | Harriet Kracht                                          |
| Greg Glaser                   | Seth Morris                                             | Dirk Talaga                                             |
| Nathan Fillion                | Nathan Fillion                                          | Stephan Ernst (Staffel 1–5) Tobias Kluckert (Staffel 6) |
| Leah Birch                    | Kat Dennings (Staffel 1–4) Chloe Fineman (ab Staffel 5) | Alice Bauer                                             |
| Der Schamgefühl-Hexer         | David Thewlis                                           | Joachim Kaps                                            |
| Pam, Jays Kissen              | Kristen Bell                                            | Ilka Teichmüller                                        |

## Rezeption
Die Serie wurde überwiegend positiv aufgenommen. Auf Metacritic hat die Serie einen Metascore von 80 % erreicht. Moviepilot vergleicht die Handlung mit einem Coming-of-Age-Film, der allerdings auf unschuldige Darstellungen der Personen verzichte.